# Alpaca (liga metálica)
A alpaca é uma liga de cobre, níquel e zinco.

## Características
As ligas que contêm mais de 60% de cobre são monofásicas e são caracterizadas pela sua ductibilidade e pela facilidade com que podem ser trabalhadas a temperatura ambiente. A adição de níquel confere-lhe uma boa resistência nos meios corrosivos. Sua composição mais usual na indústria é de 65% de cobre, 18% de níquel e 17% de zinco.
As ligações mais comuns são 
CuZn28Ni9, 
CuZn27Ni18, 
CuZn45Ni9 e 
CuZn17Ni26.

## Uso
Algumas de suas aplicações mais importantes são a produção de jogos de pratos de mesa, cutelaria crioula, cremalheiras, objetos de bijuteria, seletores de rádios, instrumentos cirúrgicos e dentais, zíper, chaves de alta qualidade, reostatos, bombas de tereré e de chimarrão (são mais baratas que as de aço inoxidável, porém são menos duráveis e mais frágeis), trastos de escala de instrumentos musicais de cordas como: guitarras, o violão e o contra-baixo, entre outros.
É também amplamente usada em muitos países na produção de moedas, devido à sua resistência e semelhança à prata. Neste uso pode haver alteração de sua composição básica, com a substituição ou inclusão de outros metais como o estanho, a fim de obter uma coloração dourada parecida com a do latão. A alpaca composta com substituição do níquel pelo estanho também pode ser chamada de gunmetal.

## Toxicidade
De acordo com o "Manual Merck" (17.ª edição p. 56), o contato prolongado do cobre com alimentos ácidos ou bebidas (inclusive leite fervente) pode ocasionar a liberação do cobre. A alpaca em pequenas quantidades a longo prazo pode causar cirrose, doença de Alzheimer, brochura hepática, cistite, osteoporose, hemorragia da laringe e hemorróidas.